# Zafra de Záncara
Zafra de Záncara község Spanyolországban, Cuenca tartományban. Zafra de Záncara Altarejos községgel határos. Lakosainak száma 90 fő (2024).

## Népesség
A település népessége az utóbbi években az alábbiak szerint változott:
| Lakosok száma | 193  | 173  | 155  | 150  | 150  | 141  | 133  | 122  | 106  | 90   |
|               | 2001 | 2004 | 2006 | 2009 | 2011 | 2014 | 2016 | 2019 | 2021 | 2024 |